# Польне (Любуське воєводство)
Польне (пол. Polne) — село в Польщі, у гміні Слонськ Суленцинського повіту Любуського воєводства.
Населення — 78 осіб (2011).
У 1975-1998 роках село належало до Гожовського воєводства.

## Демографія
Демографічна структура станом на 31 березня 2011 року:
|          | Загалом | Допрацездатний вік | Працездатний вік | Постпрацездатний вік |
| -------- | ------- | ------------------ | ---------------- | -------------------- |
| Чоловіки | 35      | 10                 | 23               | 2                    |
| Жінки    | 43      | 12                 | 24               | 7                    |
| Разом    | 78      | 22                 | 47               | 9                    |